# Lloyd Karmeier
Lloyd A. Karmeier, né le 12 janvier 1940 dans le Comté de Washington (Illinois), est un juge à la Cour suprême de l'Illinois entre 2000 et 2020.